# Proceratium google
Proceratium google Fisher, 2005 è una formica della sottofamiglia Proceratiinae.

## Etimologia
Il nome scientifico è riferito all'azienda Google ed è un segno di ringraziamento dell'autore per il supporto ricevuto.

## Descrizione

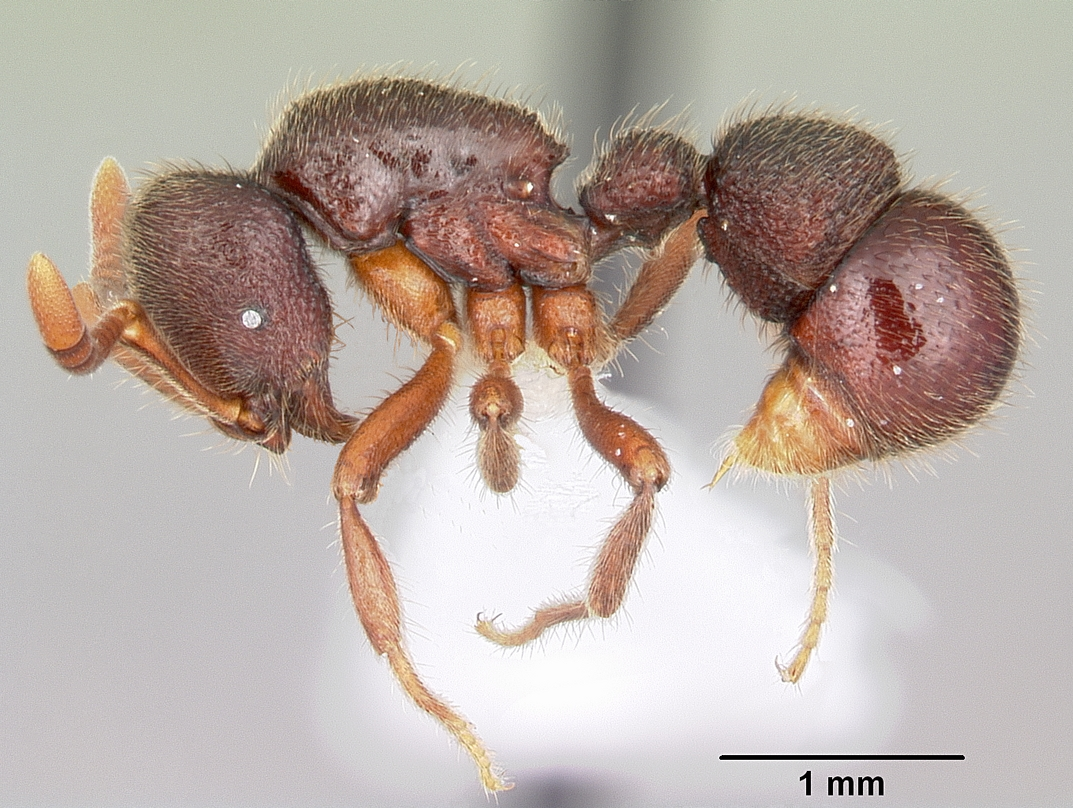
Visione laterale
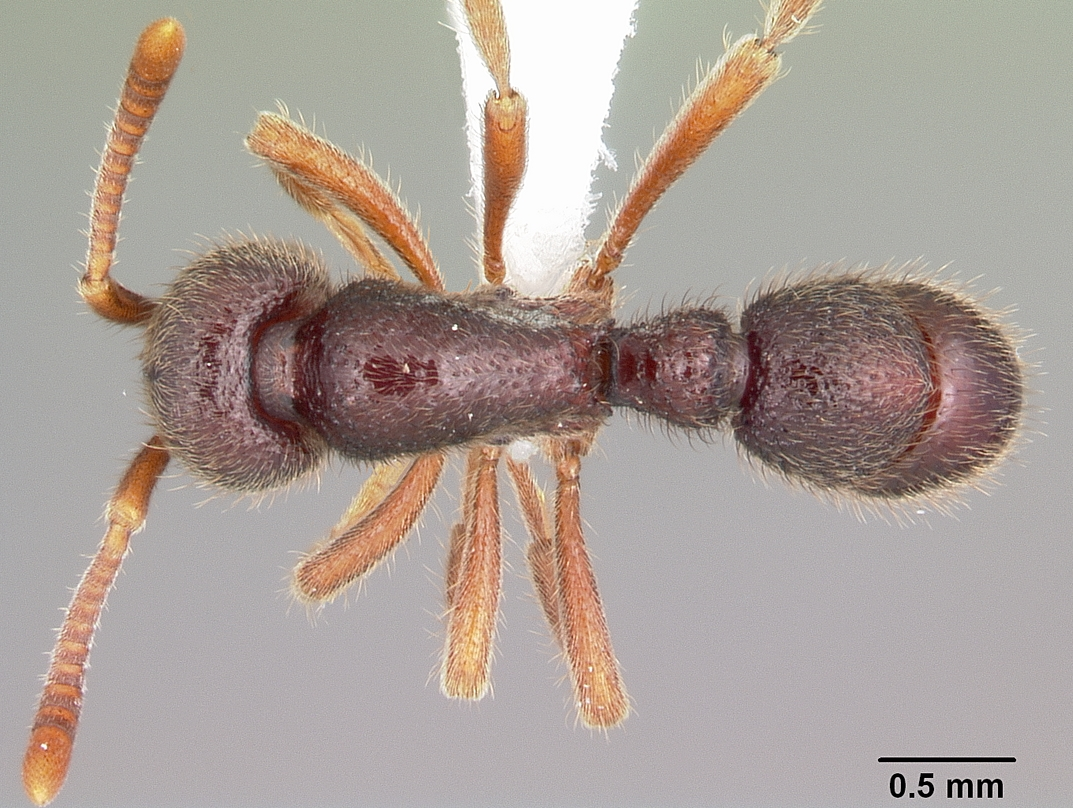
Visione dorsale
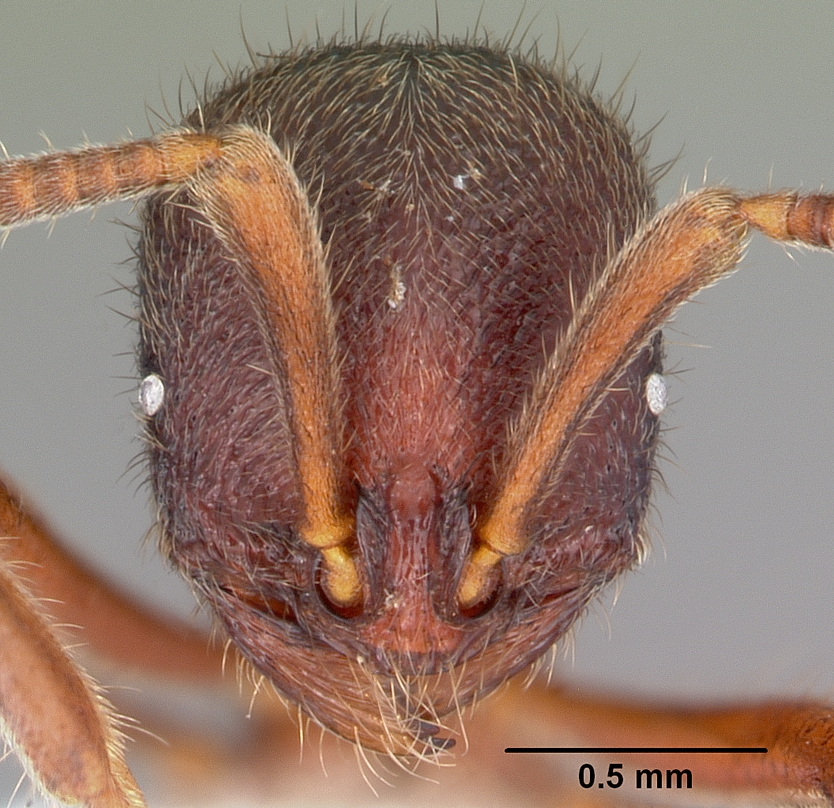
Testa

## Biologia
È ipotizzato che P. google sia un predatore specializzato di uova di ragni.

## Distribuzione
La presenza della specie è conosciuta soltanto per la Riserva di Anjanaharibe-Sud nel Nord-Est del Madagascar.